# Thompson Mann
Pour les articles homonymes, voir Mann.
Harold Thompson Mann (né le 1er décembre 1942 à Norfolk et mort le 4 avril 2019 à Amesbury) est un nageur américain spécialiste des épreuves de dos. Aux Jeux olympiques de Tokyo en 1964, il est médaille d'or au relais 4 × 100 m quatre nages. il a battu à cette occasion le record du monde du 100 mètres dos en 59 s 6, devenanat le premier nageur à passer sous la minute sur cette distance.

## Palmarès

### Jeux olympiques
- Jeux olympiques de 1964 à Tokyo (Japon) :
  -  Médaille d'or au titre du relais 4 × 100 m quatre nages.